# Johnston (Caroline du Sud)
Pour les articles homonymes, voir Johnston.
Johnston est une ville du comté d'Edgefield, située en Caroline du Sud, aux États-Unis.
La population était de 2 362 habitants au recensement de 2010.

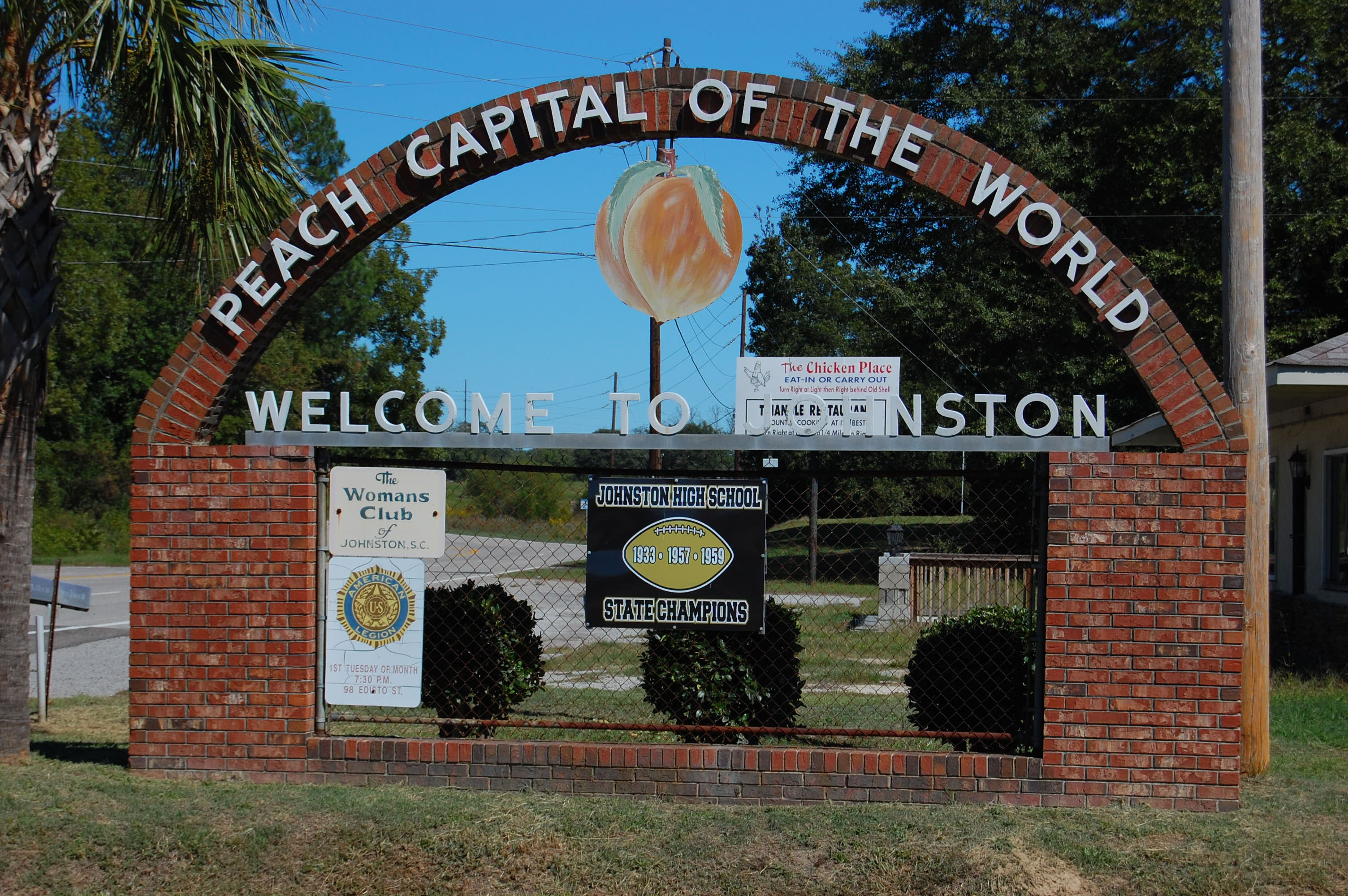
Panneau de bienvenue en entrant à Johnston

## Démographie
| 1880 | 1890 | 1900 | 1910 | 1920  | 1930  |
| ---- | ---- | ---- | ---- | ----- | ----- |
| 463  | 827  | 865  | 943  | 1 101 | 1 072 |

| 1940  | 1950  | 1960  | 1970  | 1980  | 1990  |
| ----- | ----- | ----- | ----- | ----- | ----- |
| 1 100 | 1 426 | 2 119 | 2 552 | 2 624 | 2 688 |

| 2000  | 2010  | - | - | - | - |
| ----- | ----- | - | - | - | - |
| 2 336 | 2 362 | - | - | - | - |